# 45 Pułk Lotnictwa Myśliwskiego

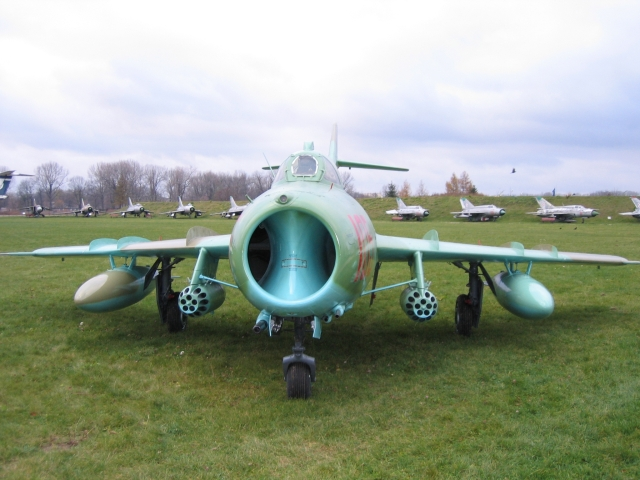
Lim-6 bis

45 Pułk Lotnictwa Myśliwskiego (45 plm) – szkolny oddział wojsk lotniczych SZ PRL.

## Formowanie i zmiany organizacyjne
W 1957 roku, na bazie eskadry myśliwskiej wydzielonej z 1 Pułku Lotnictwa Myśliwskiego, sformowano 45 Pułk Lotnictwa Myśliwskiego w Babimoście. Etat nr 6/274 przewidywał 314 żołnierzy i 3 pracowników cywilnych. Pułk wchodził w skład 3 Korpusu Obrony Przeciwlotniczej Obszaru Kraju.
W 1969 roku pułk został przeformowany na 45 Pułk Lotnictwa Myśliwsko-Szturmowego i włączony w skład 2 Brandenburskiej Dywizji Lotnictwa Myśliwsko-Szturmowego.
W 1982 roku pułk został przeformowany na 45 Pułk Lotnictwa Myśliwsko-Bombowego.
W roku 1988, pozostając w składzie 2 Brandenburskiej Dywizji Lotnictwa Myśliwsko-Bombowego, jednostka stała się 45 Pułkiem Lotnictwa Szkolno-Bojowego i okresowo szkoliła podchorążych Wyższej Oficerskiej Szkoły Lotniczej.
W 1992 roku rozformowano 45 Pułk Lotnictwa Szkolno-Bojowego

## Dowódcy pułku
- mjr pil. Tadeusz Abramczuk (1957 - 1959)
- mjr pil. Jan Malicki (1959 - 1962)
- mjr pil. Henryk Lis (1963 - 1970)
- ppłk pil. Jerzy Radwański (1970 - 1972)
- ppłk pil. Bronisław Galoch (1972 - 1976)
- ppłk pil. Eugeniusz Brodalka (1976 - 1978)
- ppłk pil. Janusz Kamiński (1978 -1982)
- płk pil. Stanisław Lejko (1982 -1987)
- płk pil. Mirosław Kasper (1987 -1990)
- ppłk pil. Alfred Hajduła (1990 -1992)